# Zbór Kościoła Zielonoświątkowego „Elim” w Żorach
Zbór Kościoła Zielonoświątkowego „Elim” w Żorach – kościół okręgu południowego Kościoła Zielonoświątkowego w RP, zlokalizowany przy Rynku 23 w Żorach (województwo śląskie).

## Historia
Obiekt zajmuje zabytkową kamienicę przy żorskim Rynku, którą wzniesiono w 1810. Pełniła ona rolę kupiecko-mieszkalną. W dwudziestoleciu międzywojennym należała do żorskiego kupca, Pawła Lipiny. Na parterze (w jednym z dwóch sklepów) mieściła się hurtownia tytoniowa będąca własnością Związku Powstańców Śląskich. Podczas okupacji niemieckiej w witrynie tej hurtowni okupant zorganizował wystawę skonfiskowanych sztandarów polskich organizacji.
Kamienica uległa wypaleniu podczas działań II wojny światowej, w 1945. Została odbudowana w latach 50. XX wieku. Budynek został wpisany do rejestru zabytków 16 lutego 1966, pod numerem A/577/66.
Na koniec 2010 zbór skupiał 124 wiernych, w tym 80 ochrzczonych członków.

## Galeria

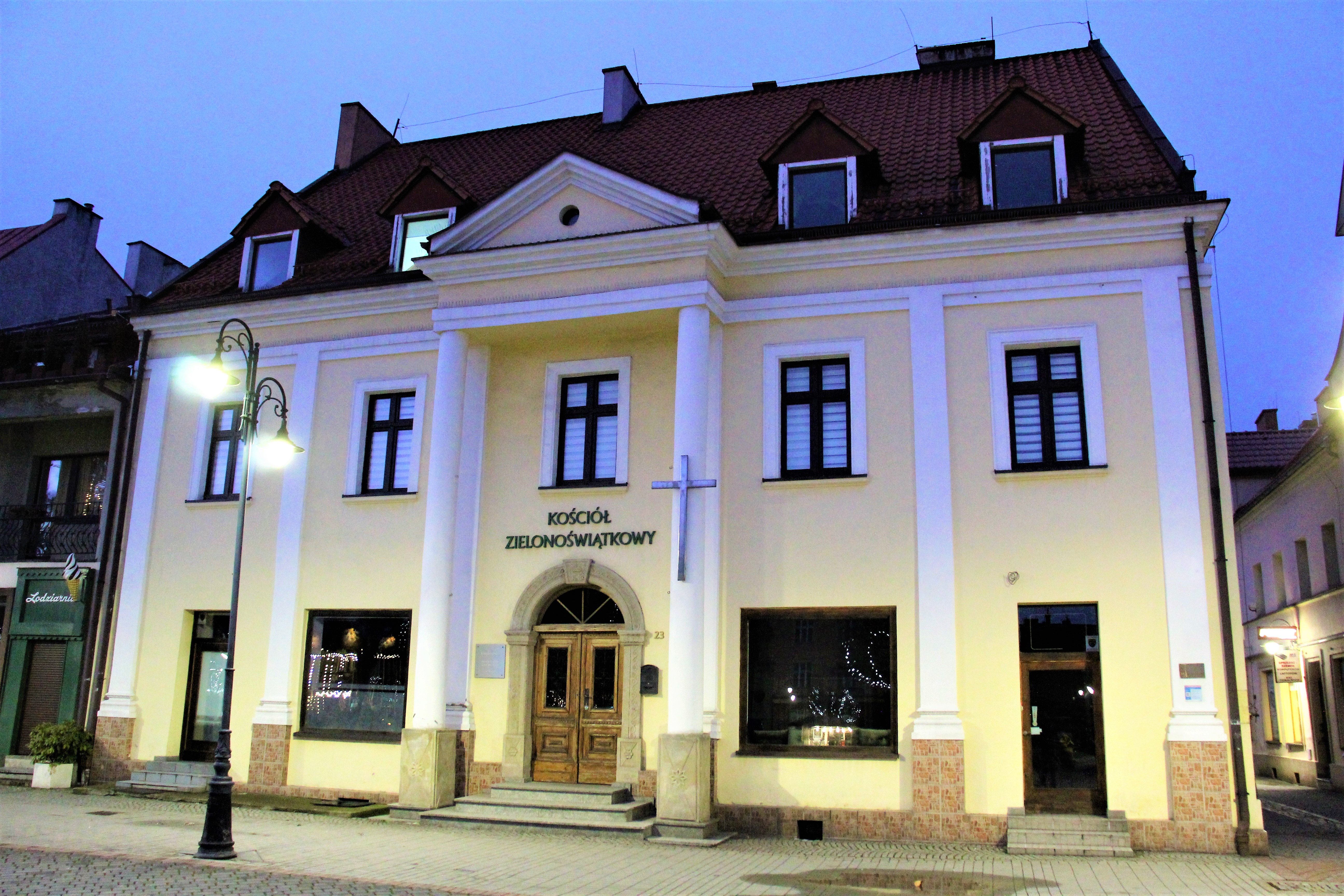
Elewacja główna o zmroku
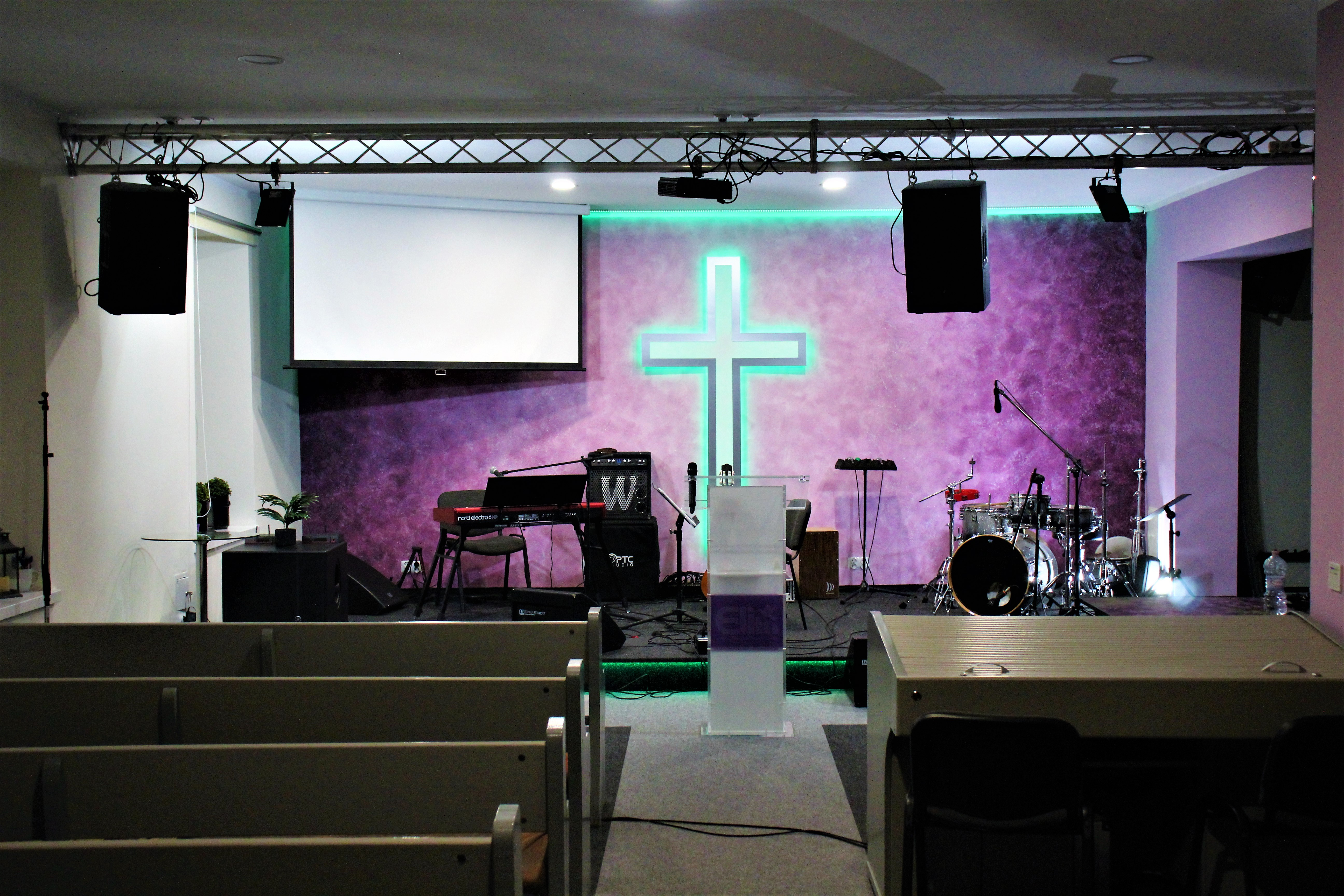
Sala modlitwy